# Siphonochelus wolffi
Siphonochelus wolffi is een slakkensoort uit de familie van de Muricidae. De wetenschappelijke naam van de soort is voor het eerst geldig gepubliceerd in 2013 door Houart.